# Audi A3
Audi A3 är en bilmodell från Audi som tillverkades i sin första version, internt kallad 8L, mellan 1996 och 2003. Den andra generationen, som ansiktslyftes 2004 och därmed fick Audis karaktäristiska Single-Framegrill, kallas 8P. Den tredje generationen 8V lanserades 2012 och fick ett ansiktslyft 2016. A3 bygger på samma bottenplatta som Volkswagen Golf och Škoda Octavia, vilket innebär att motorn är tvärställd (första modellen med denna konstruktion från Audi) och finns i fyra karosserier; 3-dörrars halvkombi, 5-dörrars halvkombi samt cabriolet och en 4-dörrars sedanversion. Audi A3 finns också i två extra sportiga varianter, kallade Audi S3 och Audi RS3
A3:an konkurrerar huvudsakligen med andra prestigebilar i golfklassen som till exempel BMW 1-serien, Mercedes-Benz A-klass och Volvo V40.

## Generationer

### Första generationen
| Modell  | Årsmodell | Motor                   | Cylindervolym | Effekt   | Vridmoment |                           |
| ------- | --------- | ----------------------- | ------------- | -------- | ---------- | ------------------------- |
| 1.6     | 1997-2003 | 4-cyl radmotor SOHC 8V  | 1595 cm³      | 100*¹ hk | 145*¹ Nm   | Bränsleinsprutning        |
| 1.8     | 1997-2003 | 4-cyl radmotor DOHC 20V | 1781 cm³      | 125 hk   | 170 Nm     | Bränsleinsprutning        |
| 1.8 T   | 1997-2003 | 4-cyl radmotor DOHC 20V | 1781 cm³      | 150 hk   | 210 Nm     | Bränsleinsprutning, turbo |
| 1.8 T   | 1999-2003 | 4-cyl radmotor DOHC 20V | 1781 cm³      | 180 hk   | 235 Nm     | Bränsleinsprutning, turbo |
| S3      | 1999-2003 | 4-cyl radmotor DOHC 20V | 1781 cm³      | 210*² hk | 270*² Nm   | Bränsleinsprutning, turbo |
| 1.9 TDI | 1997-2000 | 4-cyl radmotor SOHC 8V  | 1896 cm³      | 90 hk    | 210 Nm     | Turbodiesel               |
| 1.9 TDI | 2001-2003 | 4-cyl radmotor SOHC 8V  | 1896 cm³      | 100 hk   | 240 Nm     | Turbodiesel               |
| 1.9 TDI | 1998-2000 | 4-cyl radmotor SOHC 8V  | 1896 cm³      | 110 hk   | 235 Nm     | Turbodiesel               |
| 1.9 TDI | 2001-2003 | 4-cyl radmotor SOHC 8V  | 1896 cm³      | 130 hk   | 310 Nm     | Turbodiesel               |

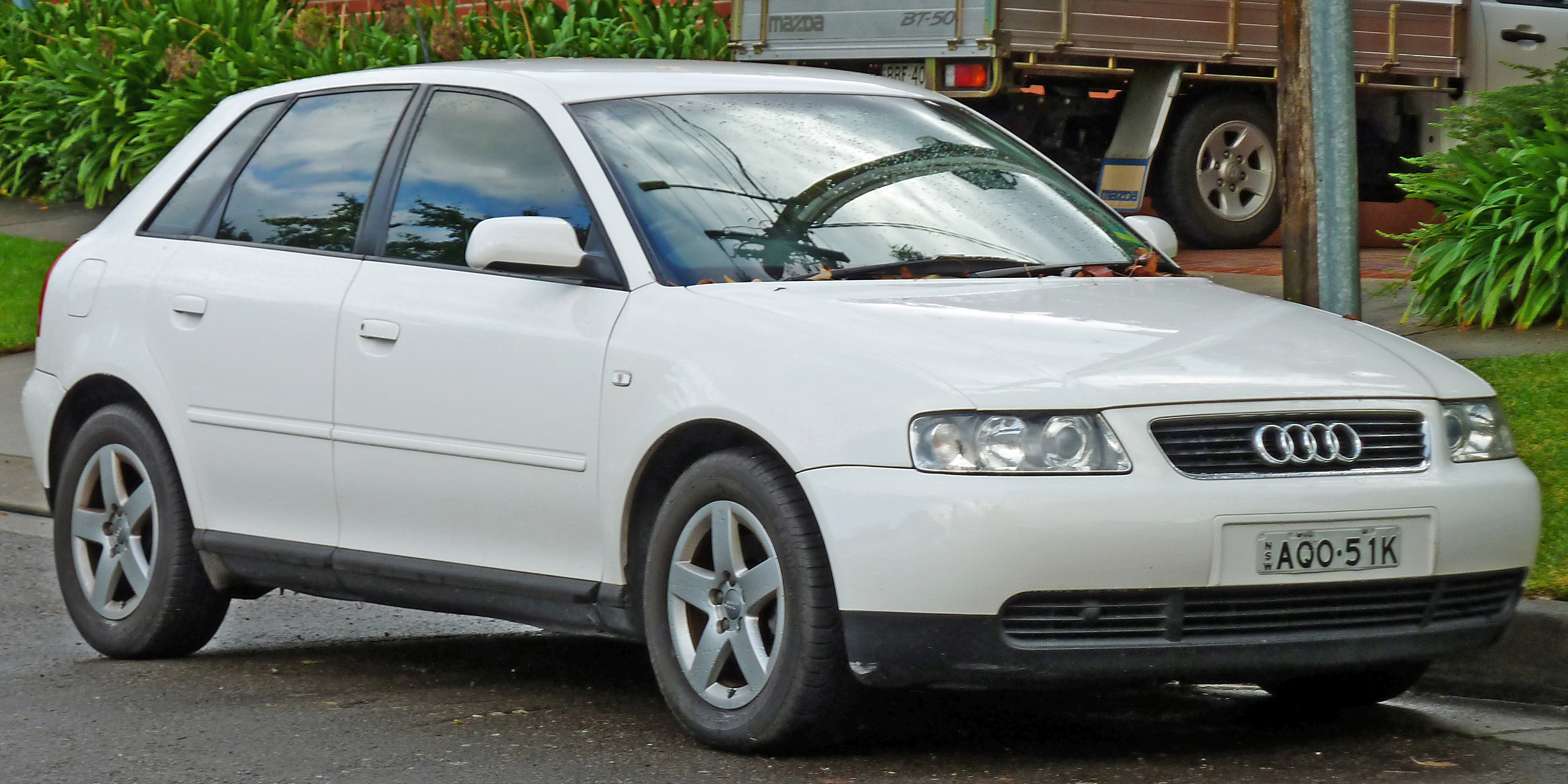
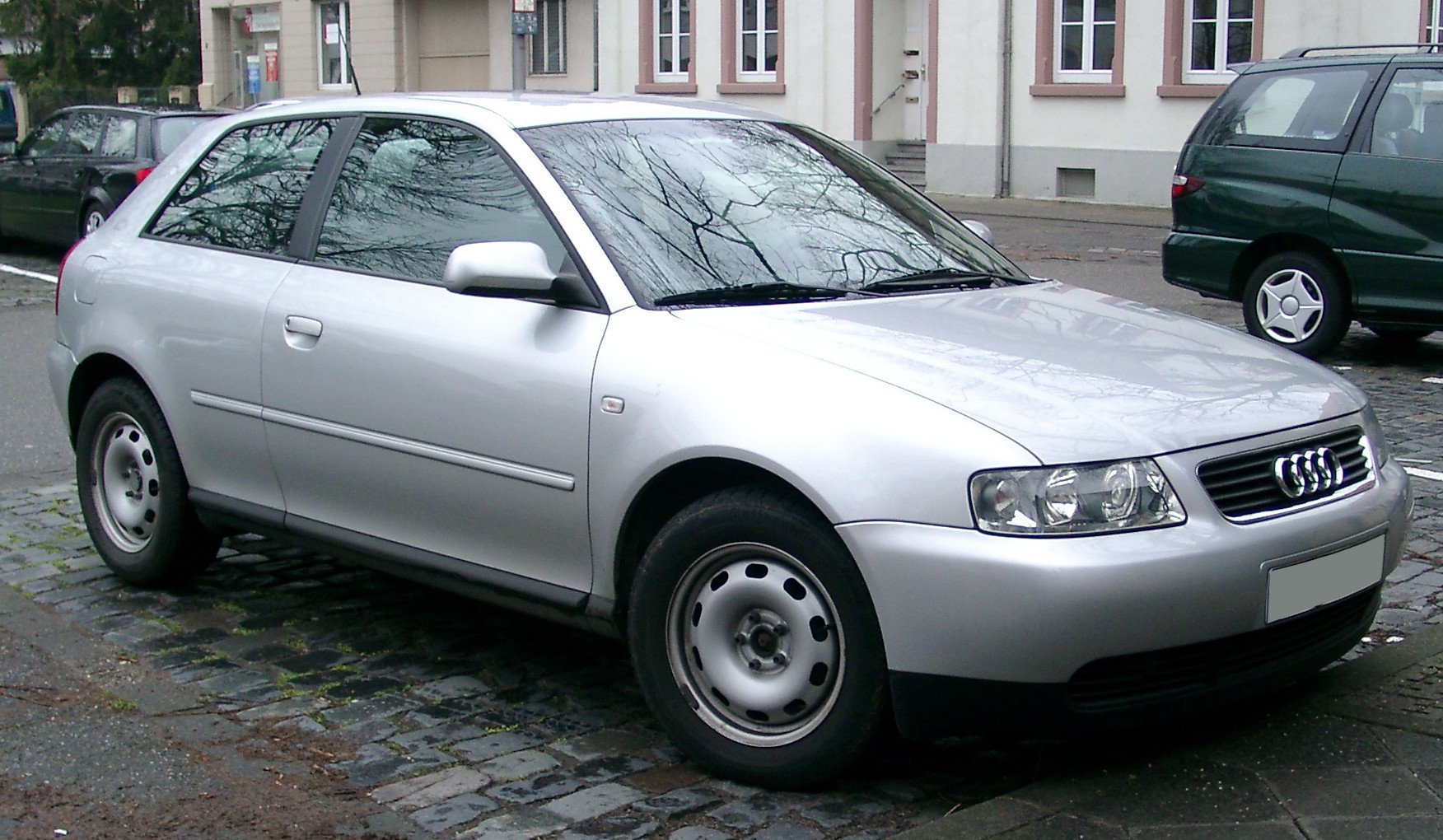
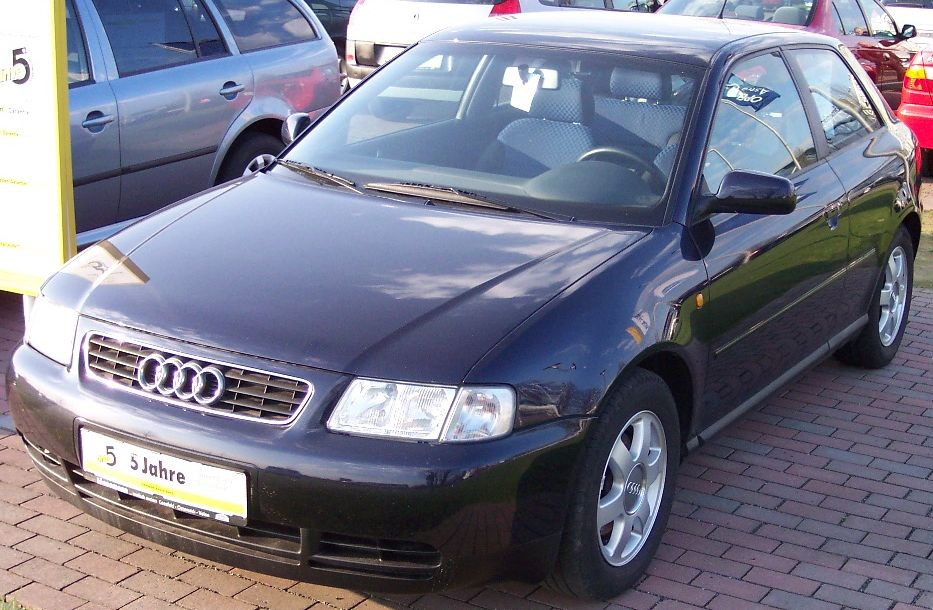

- ¹ Från årsmodell 2001 102 hk / 148 Nm.
- ² Från årsmodell 2002 225 hk / 280 Nm.

### Andra generationen
| Modell     | Årsmodell | Motor                     | Cylindervolym | Effekt   | Vridmoment | Bränslesystem            |
| ---------- | --------- | ------------------------- | ------------- | -------- | ---------- | ------------------------ |
| 1.4 TFSI   | 2008-     | 4-cyl radmotor DOHC 16V   | 1390 cm³      | 125 hk   | 200 Nm     | Direktinsprutning, turbo |
| 1.6        | 2004-     | 4-cyl radmotor SOHC 8V    | 1595 cm³      | 103 hk   | 148 Nm     | Bränsleinsprutning       |
| 1.6 FSI    | 2004-2007 | 4-cyl radmotor DOHC 16V   | 1598 cm³      | 115 hk   | 155 Nm     | Direktinsprutning        |
| 1.8 TFSI   | 2007-     | 4-cyl radmotor DOHC 16V   | 1798 cm³      | 160 hk   | 250 Nm     | Direktinsprutning, turbo |
| 2.0 FSI    | 2004-2006 | 4-cyl radmotor DOHC 16V   | 1984 cm³      | 150 hk   | 200 Nm     | Direktinsprutning        |
| 2.0 TFSI   | 2005-     | 4-cyl radmotor DOHC 16V   | 1984 cm³      | 200 hk   | 280 Nm     | Direktinsprutning, turbo |
| 3.2 FSI    | 2005-2009 | VR6-motor DOHC 24V        | 3189 cm³      | 250 hk   | 320 Nm     | Direktinsprutning        |
| S3         | 2007-     | 4-cyl radmotor DOHC 16V   | 1984 cm³      | 265 hk   | 350 Nm     | Direktinsprutning, turbo |
| RS3        | 2011-     | 5-cyl radmotor DOHC 20V   | 2480 cm³      | 340 hk   | 450 Nm     | Direktinsprutning, turbo |
| 1.6 TDI CR | 2010-     | 4-cyl radmotor DOHC 16V   | 1598 cm³      | 90 hk    | 230 Nm     | Turbodiesel              |
| 1.6 TDI CR | 2010-     | 4-cyl radmotor DOHC 16V   | 1598 cm³      | 105 hk   | 250 Nm     | Turbodiesel              |
| 1.9 TDI PD | 2004-2009 | 4-cyl radmotor SOHC 8V    | 1896 cm³      | 105 hk   | 250 Nm     | Turbodiesel              |
| 2.0 TDI PD | 2004-2008 | 4-cyl radmotor DOHC 16V*¹ | 1968 cm³      | 140*² hk | 320 Nm     | Turbodiesel              |
| 2.0 TDI PD | 2006-2008 | 4-cyl radmotor DOHC 16V   | 1968 cm³      | 170*³ hk | 350 Nm     | Turbodiesel              |
| 2.0 TDI CR | 2009-     | 4-cyl radmotor DOHC 16V   | 1968 cm³      | 140*² hk | 320 Nm     | Turbodiesel              |
| 2.0 TDI CR | 2009-     | 4-cyl radmotor DOHC 16V   | 1968 cm³      | 170*³ hk | 350 Nm     | Turbodiesel              |

- ¹ Med partikelfilter SOHC 8V.

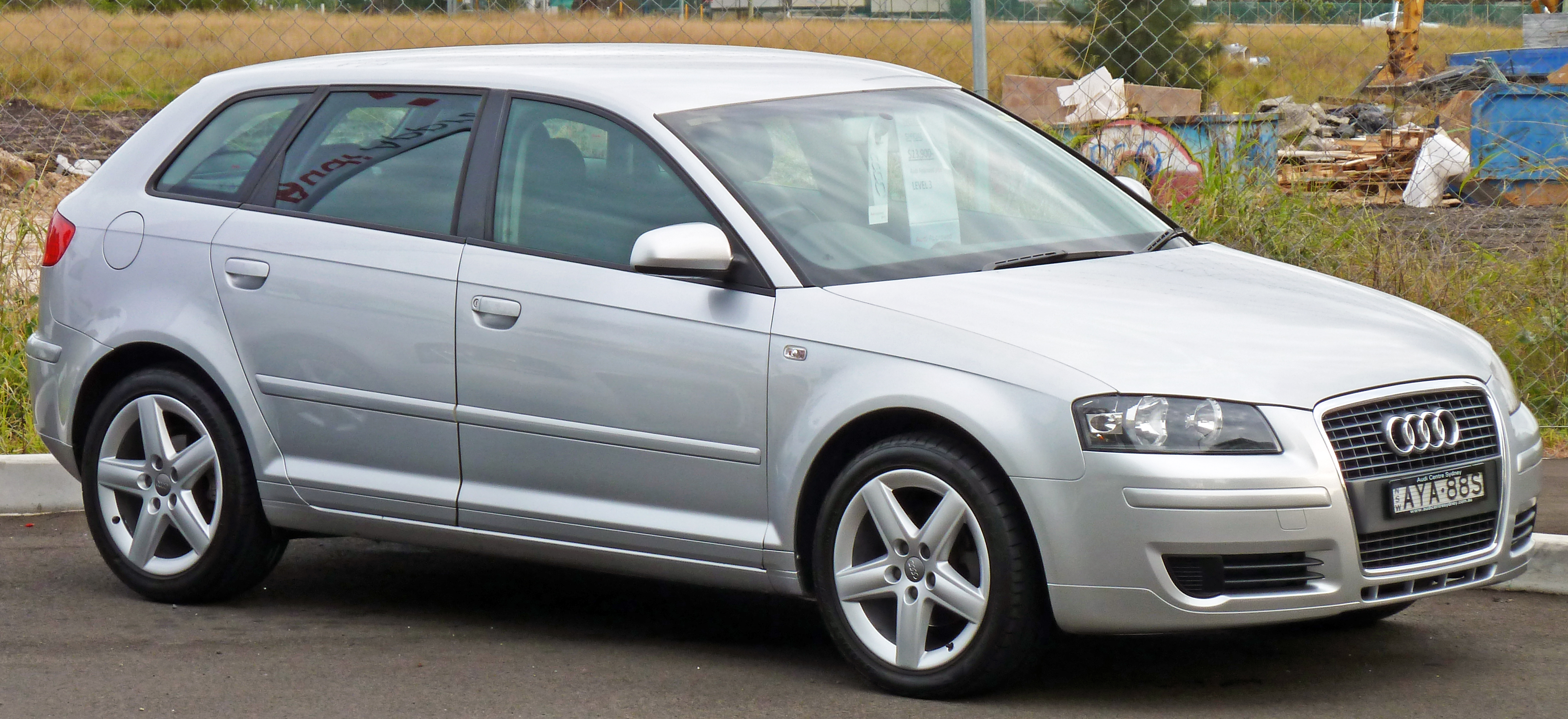
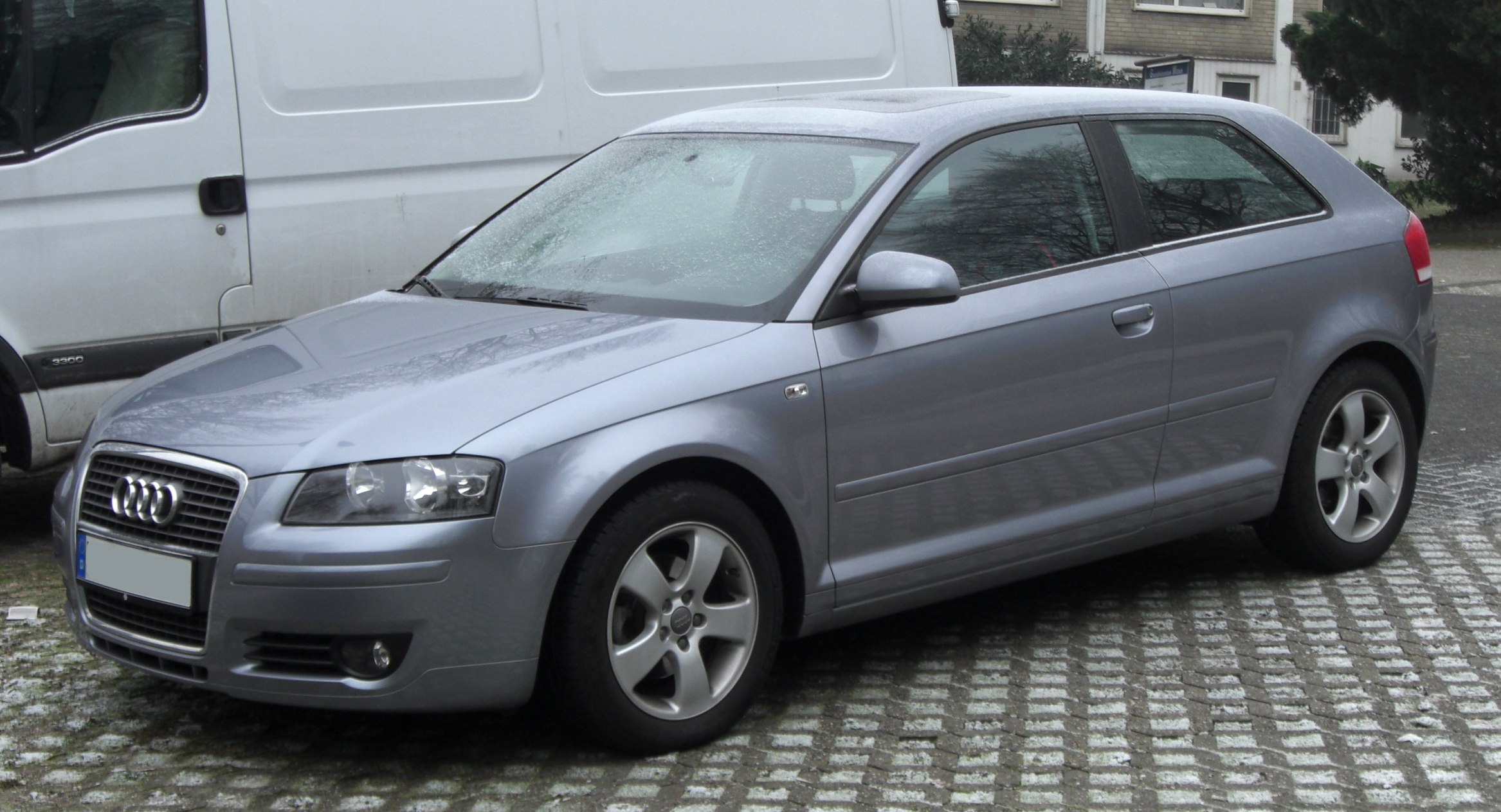
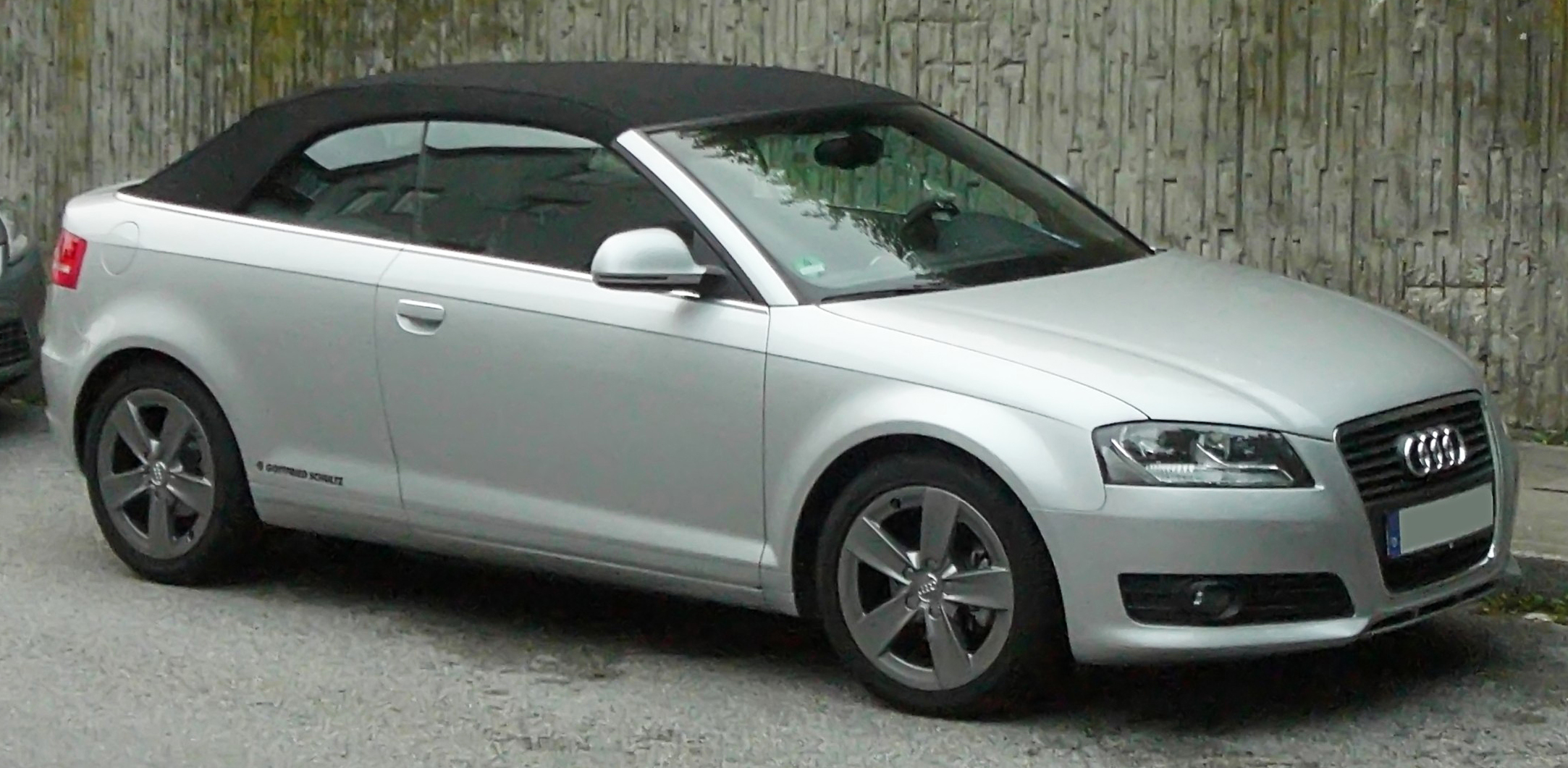

- ² För vissa exportmarknader 136 i stället för 140 hk.
- ³ För vissa exportmarknader 163 i stället för 170 hk.

### Tredje generationen
Audi A3 visades för första gången 2012 på Genève Motor Show. Och den börjades säljas i slutet av 2012.
Tredje generationen av Audi A3 byggs på mqb-plattformen. Volkswagen Golf, Škoda Octavia och Seat Leon byggs även på denna plattform. Den finns i fyra olika karosser. 
-3 dörrars Audi A3. (Slutades säljas i Sverige 2014)

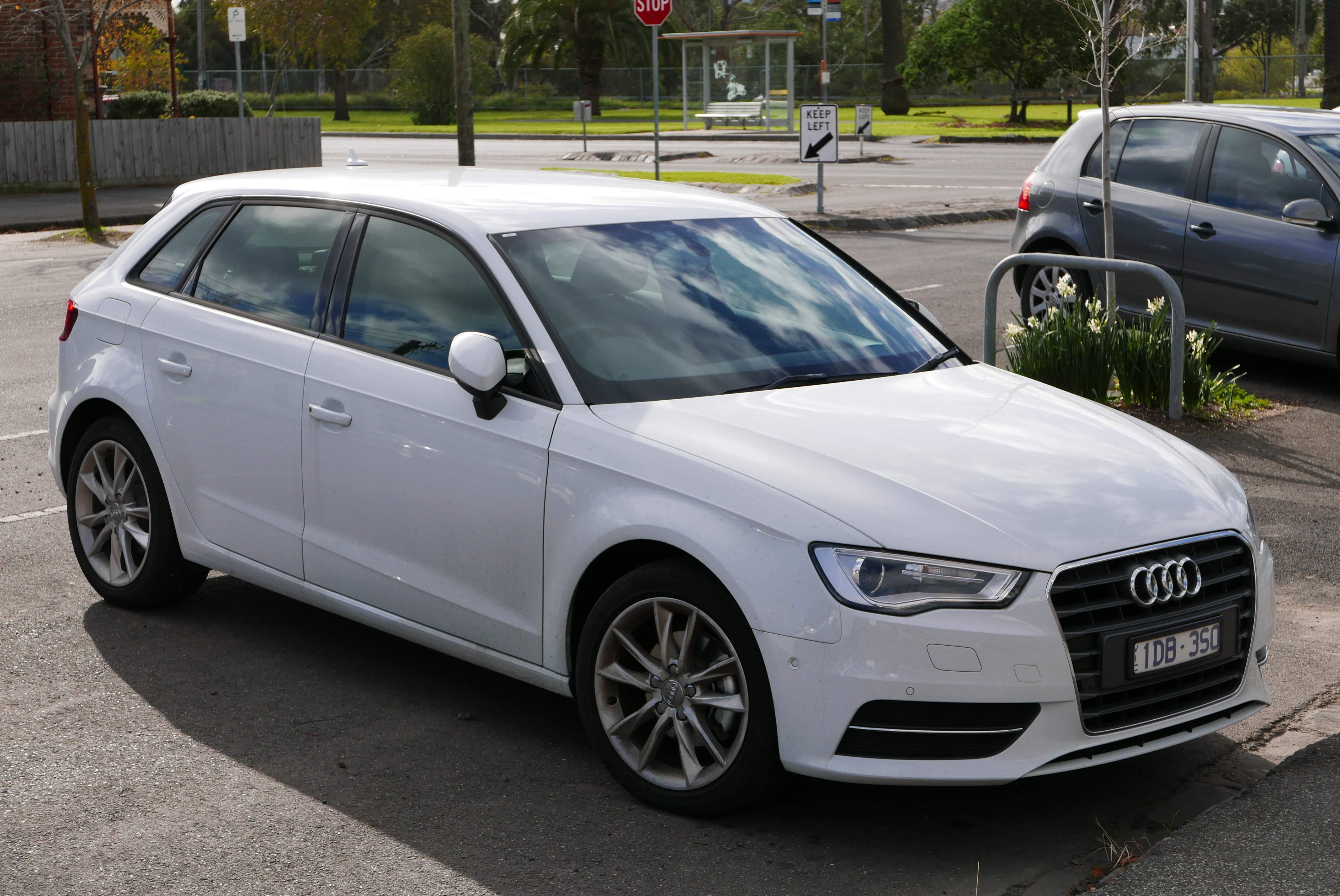
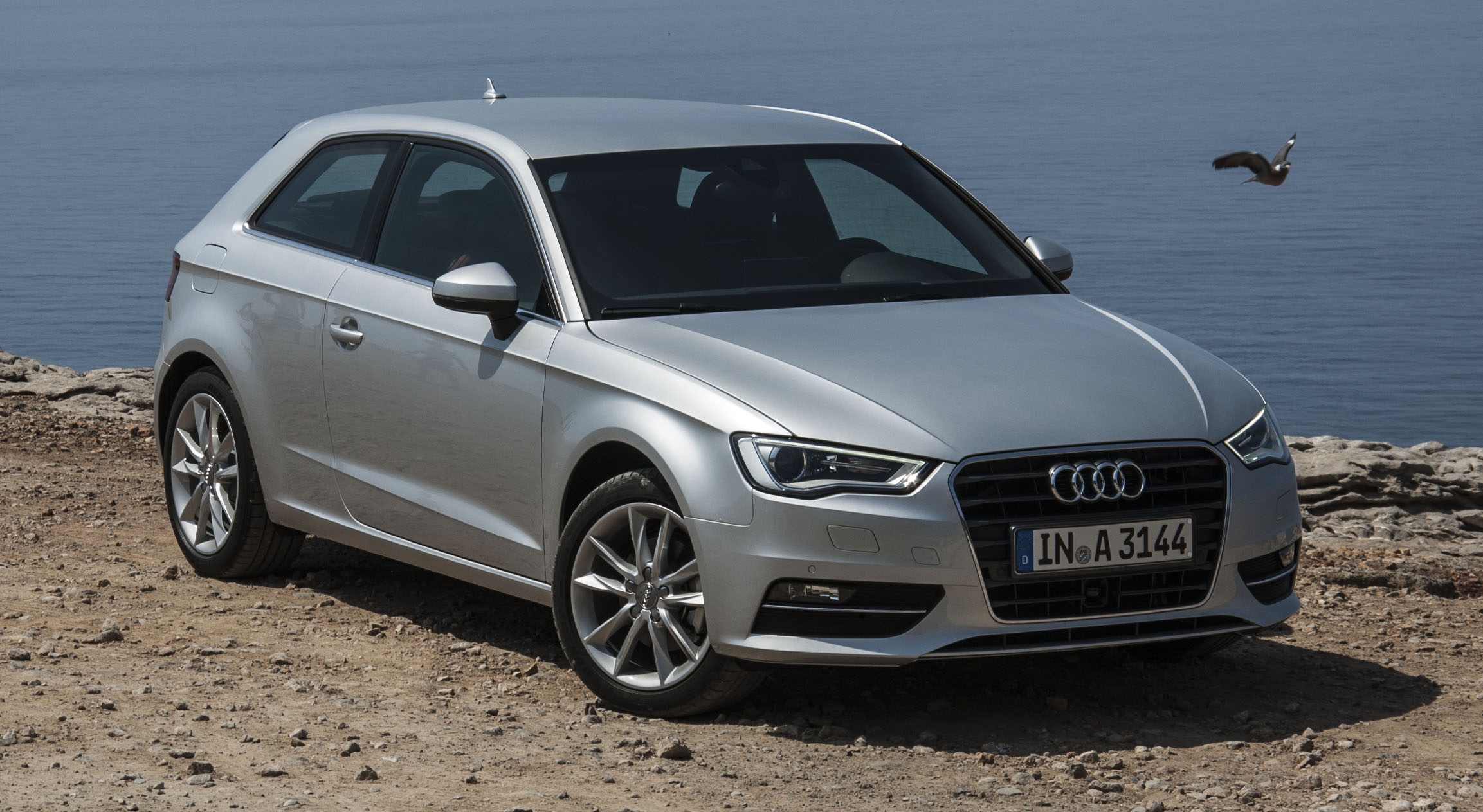
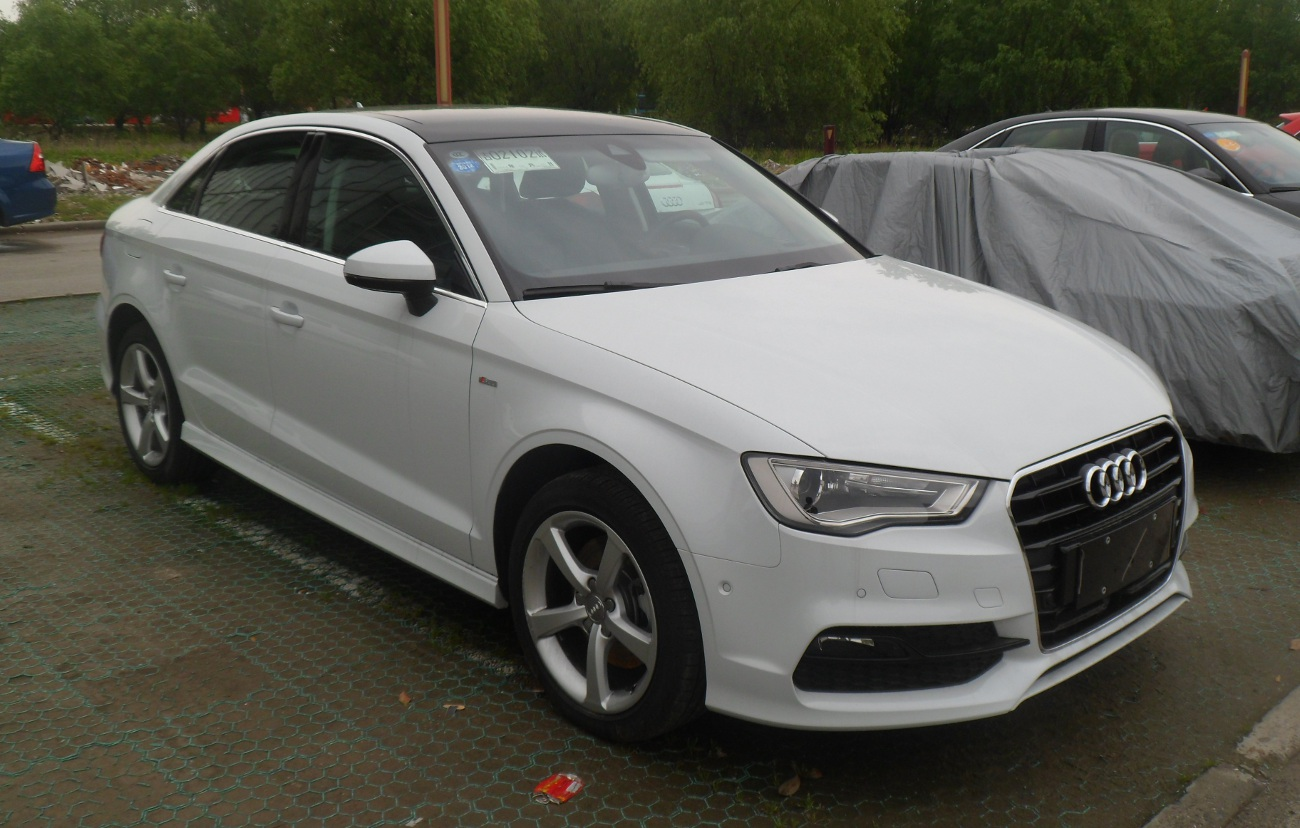
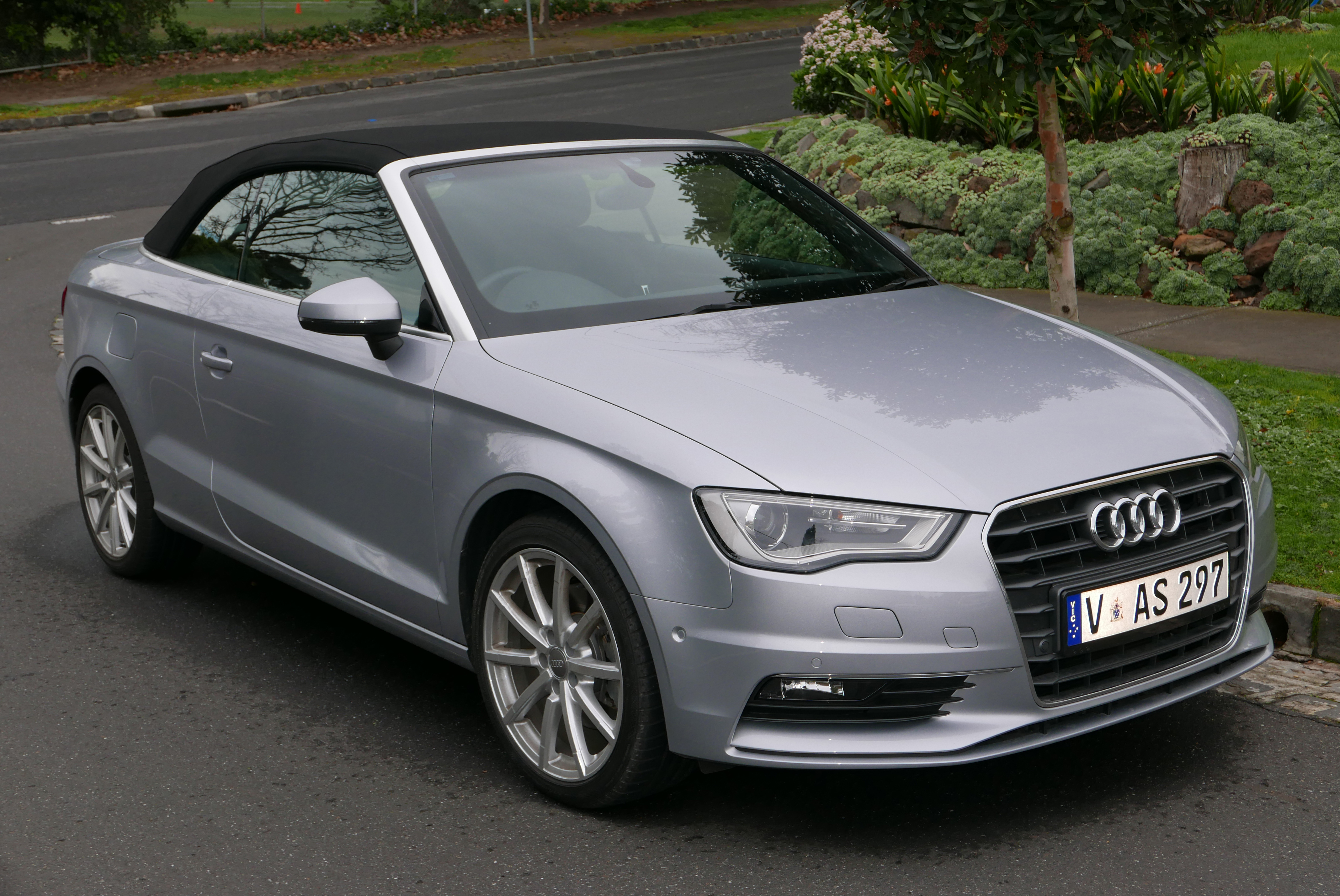

-5 dörrars Audi A3 Sportback.
-4 dörrars Audi A3 Sedan
-2 dörrars Audi A3 Cab

### A3 Sedan (2013-2017)

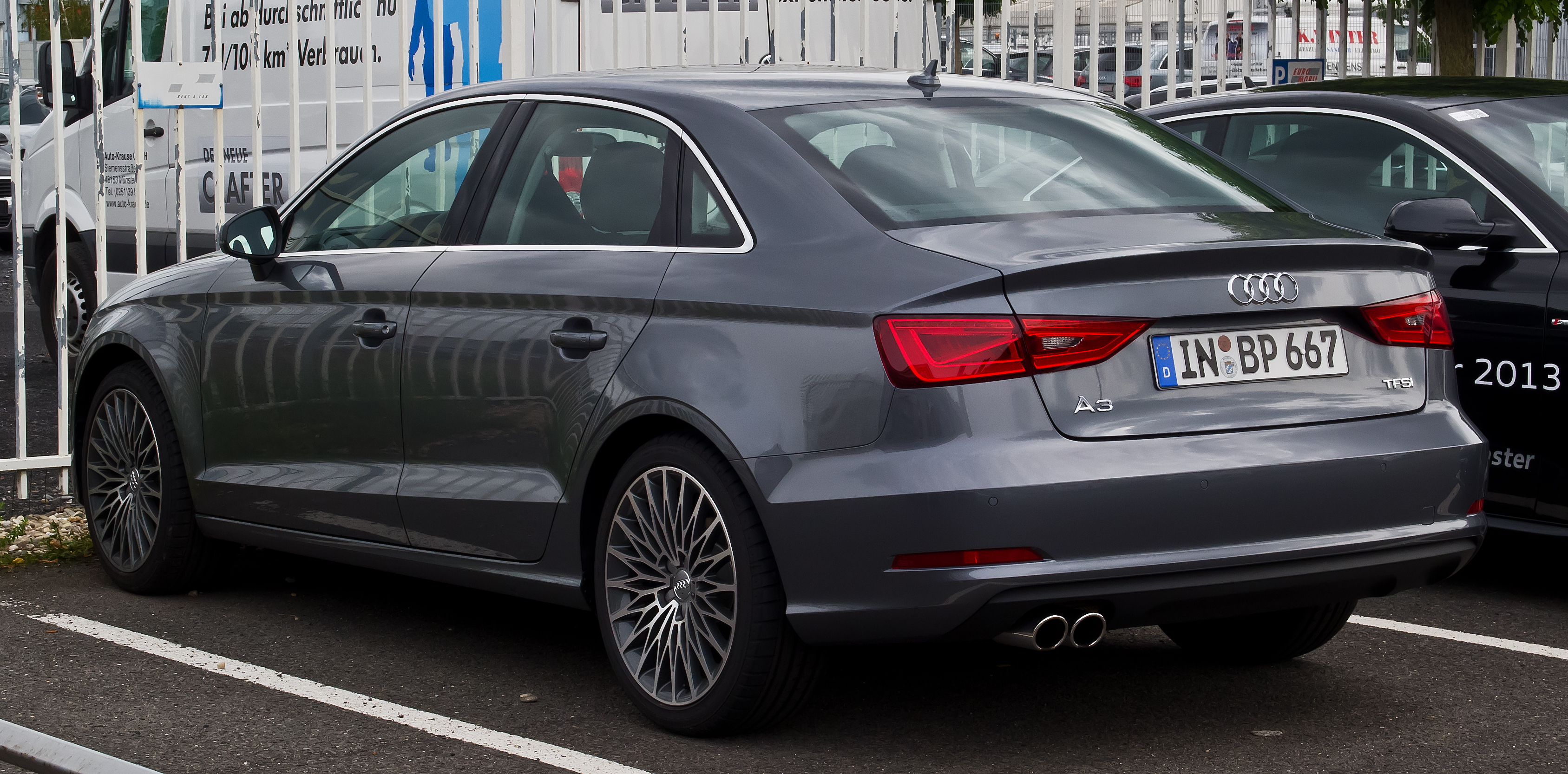
Audi A3 TFSI sedan

A3 Sedan är 11 mm bredare och 9 mm lägre än vanliga A3 Sportback. Måtten ändrades för ge en sportigare look. 
Bilen visades på 2013 New York Auto Show.

### S3 (2013-2017)

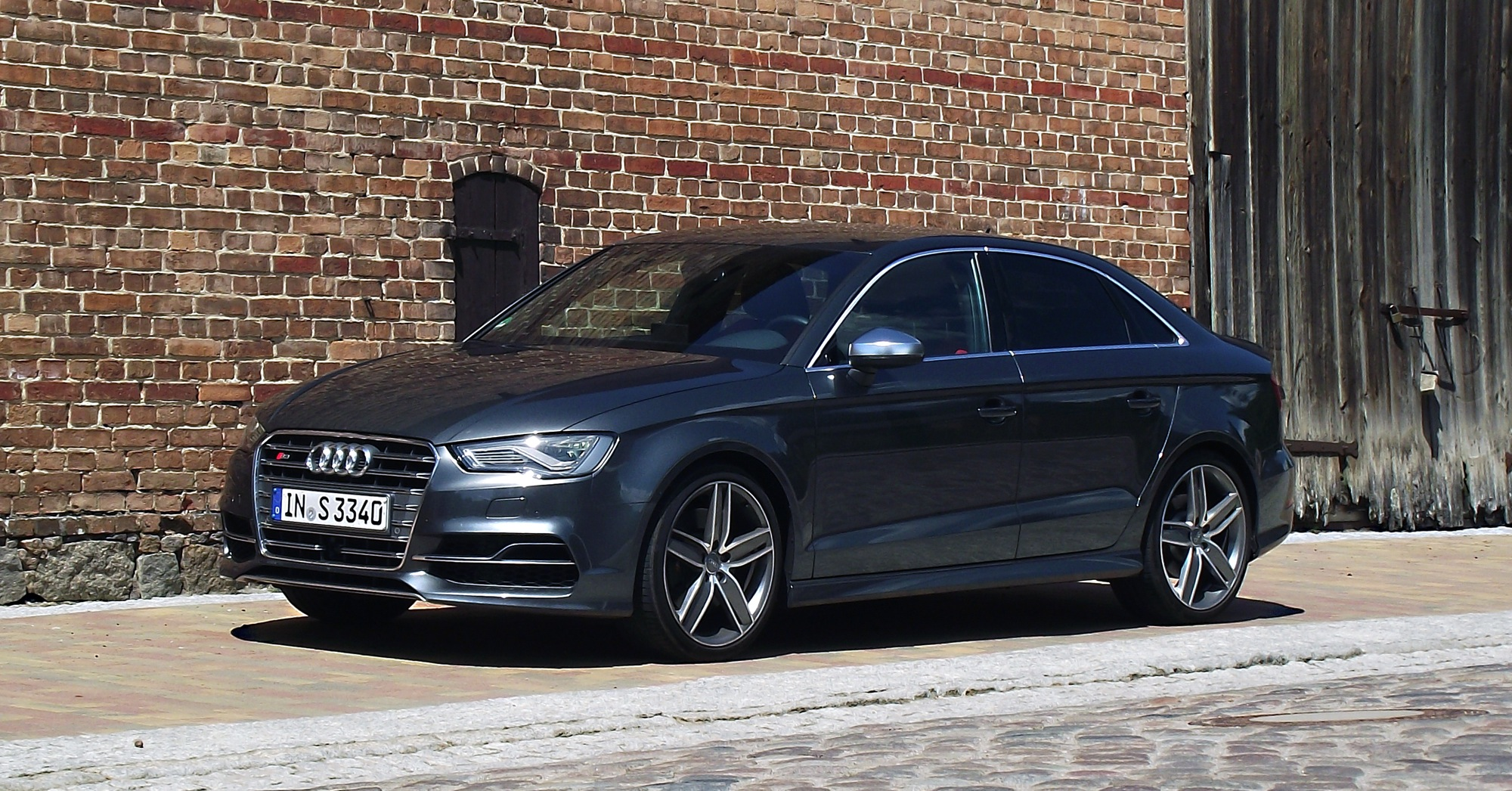
Audi S3 sedan

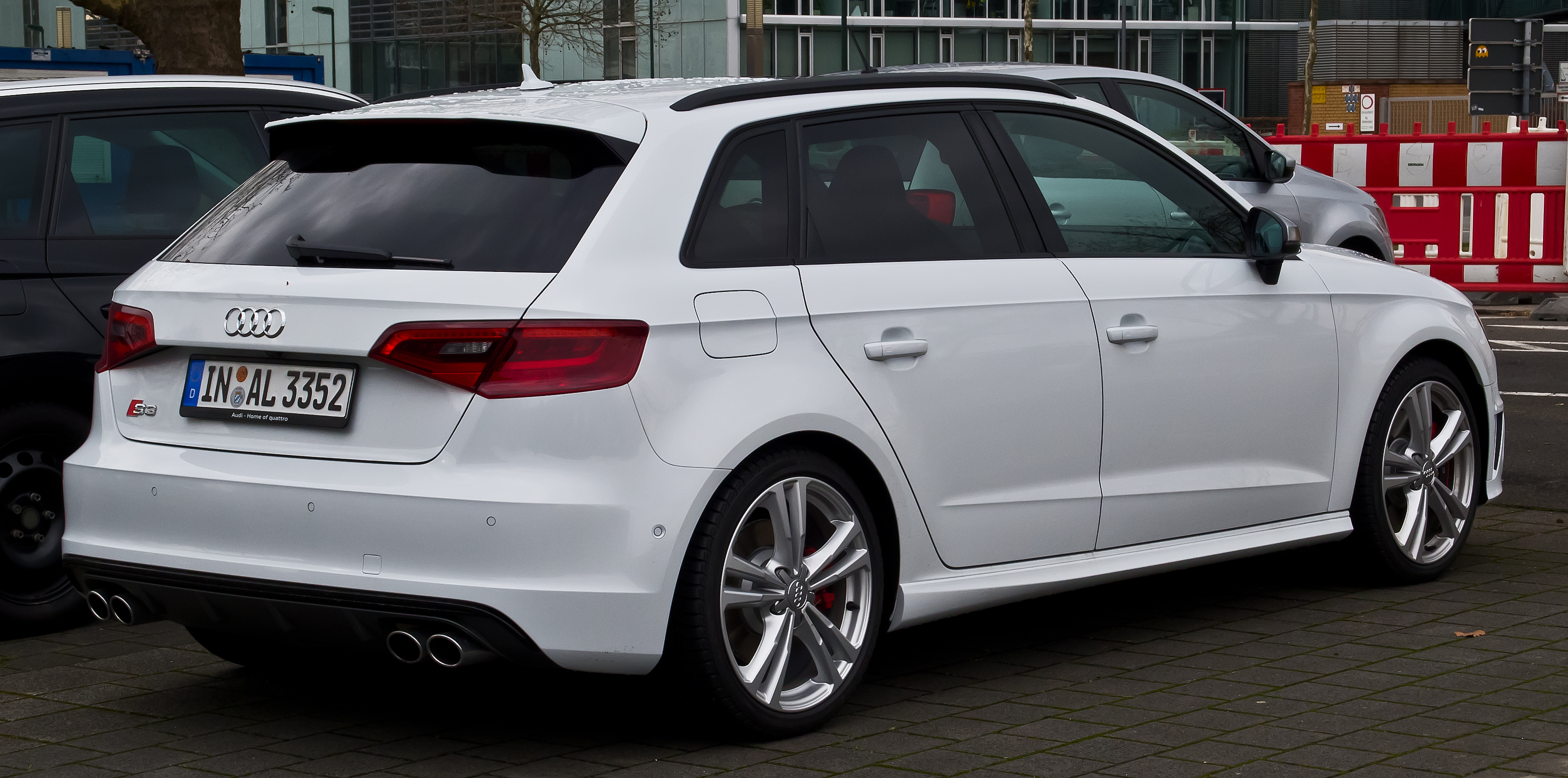
Audi S3 Sportback

Tredje generationen av Audi S3 har en 2,0-liters TFSI-bensinmotor. Motorn producerar 300 hk (296 bhp, 221 kW). Topplocket är gjort av ett nytt lättviktsaluminium designad med hög styrka och temperaturbeständighet. Motorn är kapabel att ge 380 Nm från 1 800 till 5 500 rpm. Rpm-gränsen går vid 6 800 rpm. 
Motorn väger 148 kg, 5 kg mindre än föregående S3:s motor. S3 är kapabel att accelerera från 0 till 100 på 4,9 sekunder med 6-växlad manuell låda, eller 4,7 sekunder med S-tronic (dubbelkopplingslåda). S3 kan köras upp till farter på 250 km/h (155 mph).

### A3 Sportback (2013-2017)

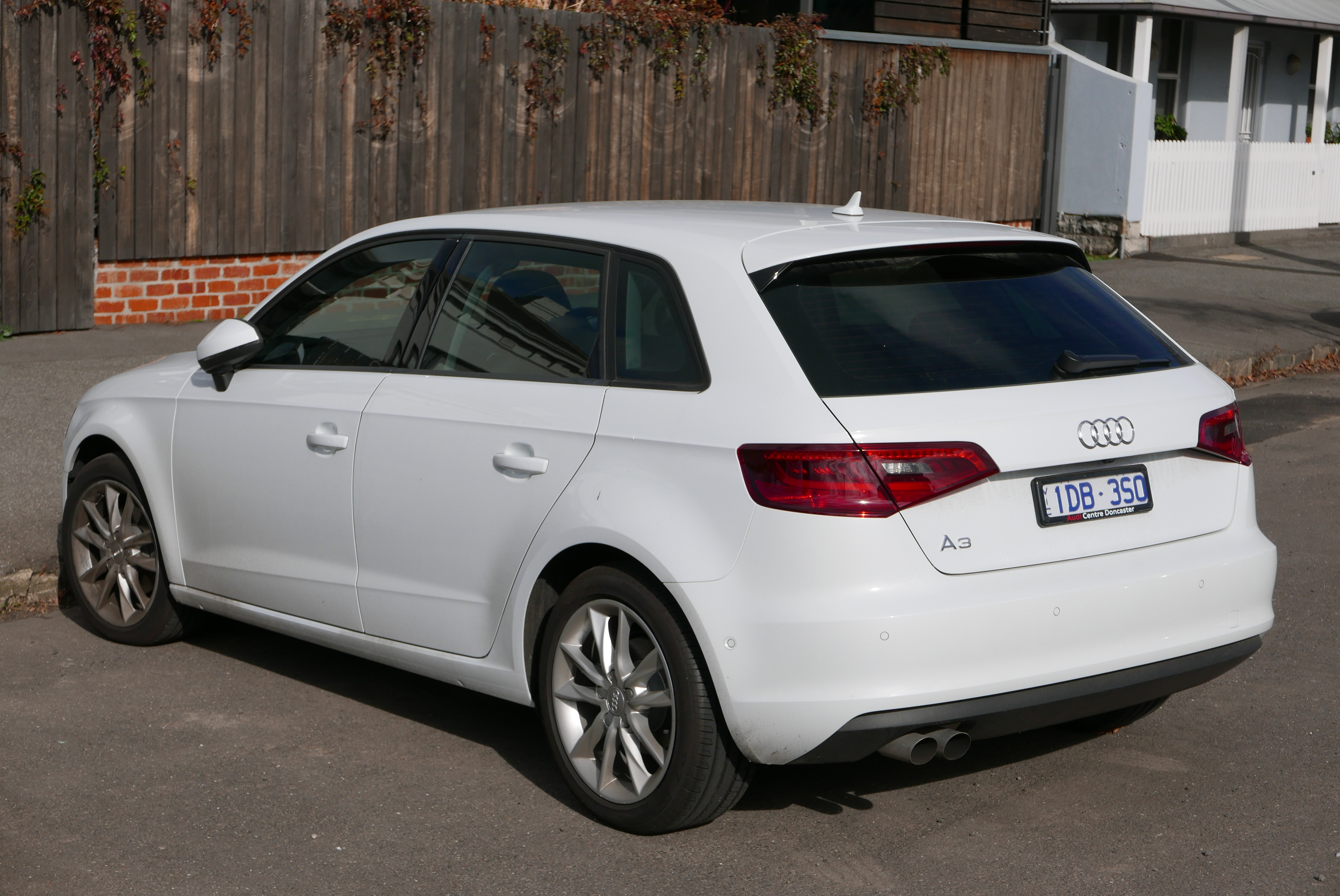
Audi A3 Sportback

Nya Audi A3 Sportback har en hjulbas som är 58 mm längre än föregående modell. 35 mm längre och med framaxeln framskjuten med 40 mm jämfört med gamla A3:an.

### A3 Sportback e-tron (2014-2017)
På Genève motor show 2013 visades E-tron i konceptform. I maj 2013 bekräftade det att det skulle komma en plug-in hybrid av Audi A3 Sportback. Bilen var planerad att börja säljas i slutet av 2013 i Europa och sommaren 2014 i USA och UK. A3 e-tron har samma plug-in hybridsdrivlina som både Volkswagen Golf GTE och Passat GTE.
Audi A3 Sportback e-tron drivs av en 1,4-liters TFSI-motor som är ger 150 PS (110 kW, 148 bhp) och 330 Nm. Kopplad med en 101 hk elmotor, som är integrerad i den sexväxlade dubbelkopplingslådan även kallad för S-tronic, DSG. De totala hästkrafterna är 204 Hk. Plug-in hybrid har ett batteri på 8,8 kWh som ger el-räckvidd på 50 km. Total räckvidd med båda motorerna är 940 km. e-trons toppfart ligger på 220 km/h och kan nå 100 km/h på 7,6 sekunder. Enligt Audi drar bilen 1,6 l/100 km och släpper ut 36 g/km CO2.

### A3 Sportback g-tron (2013-2017)

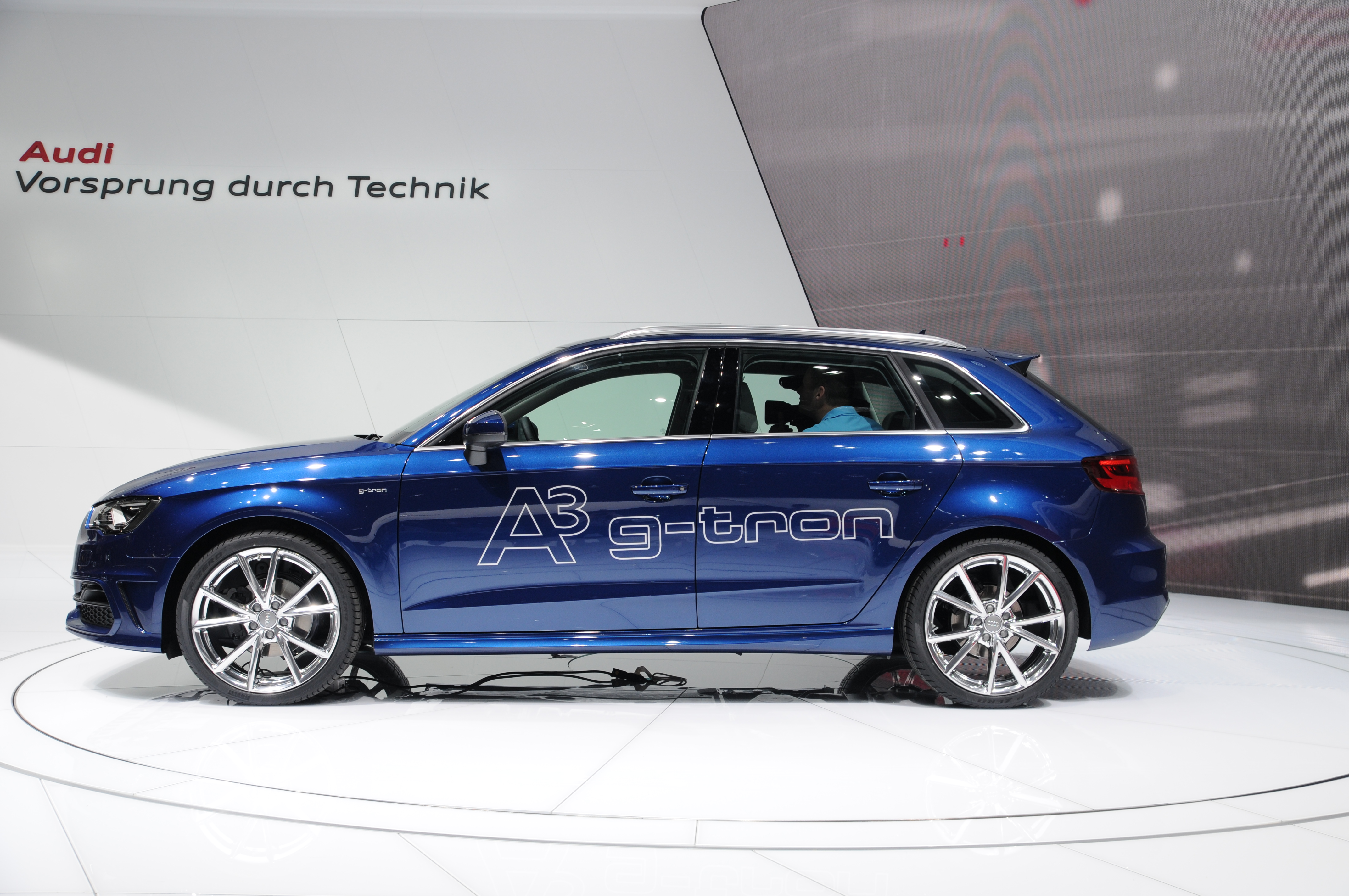
Audi A3 Sportback g-tron

En variant av vanliga A3 Sportback med 1,4-liters TFSI-motor (110 PS) som drivs av komprimerad naturgas eller Audi e-gas syntetisk metan. Gastanken är gjord av gasogenomtränglig polyamidpolymer, kolfiberförstärkt polymer glasfiberarmerad polymer; och har en elektronisk gastryckregulator. Den syntetiska metanen producerades av restprodukter från en närbelägen Werlte biogasanläggning som drivs av kraftbolaget EWE.

#### Motorer
Den senaste Audi A3 (2018) finns med olika motor och drivmedel, bilen finns med bensin, diesel, laddhybrid och gasdrift. Bensinbilen finns i tre olika motoralternativ i A3:an; 1.5 TFSI, 2.0 TFSI och 2.5 TFSI (RS3). Dieselmotorer är två 4-cylindriga som finns i två olika storlekar; 1.6 TDI och 2.0 TDI. Laddhybrid kallad Audi A3 E-Tron kommer med 1.4 TFSI-motor tillsammans med en elmotor. Även gasdrivna Audi A3 (G-Tron) kommer med en 1.4 TFSI-motor.
| Modell    | Drivmedel  | Motor                             | Effekt         |
| --------- | ---------- | --------------------------------- | -------------- |
| 1.2 TFSI  | Bensin     | 4-cyl radmotor DOHC 16V           | 110 hk         |
| 1.4 TFSI  | Bensin     | 4-cyl radmotor DOHC 16V           | 125 hk         |
| 1.8 TFSI  | Bensin     | 4-cyl radmotor DOHC 16V           | 180 hk         |
| 1.6 TDI   | Diesel     | 4-cyl radmotor DOHC 16V           | 110 hk         |
| 2.0 TDI   | Diesel     | 4-cyl radmotor DOHC 16V           | 150 hk         |
| 2.0 TDI   | Diesel     | 4-cyl radmotor DOHC 16V           | 184 kh         |
| S3        | Bensin     | 4-cyl radmotor DOHC 20V           | 300 hk         |
| RS3       | Bensin     | 5-cyl radmotor DOHC 20V           | 367 hk         |
| RS3 Sedan | Bensin     | 5-cyl radmotor DOHC 20V           | 400 hk         |
| e-tron    | El/Bensin  | 4-cyl radmotor DOHC 16V + Elmotor | 140 hk + 90 hk |
| g-tron    | Gas/Bensin | 4-cyl radmotor DOHC 16V           | 140 hk         |

## Källhänvisningar
1. ↑  Värld, Teknikens. ”Audi A3 | Test, provkörningar & nyheter”. https://teknikensvarld.se/bil/audi/a3/. Läst 18 oktober 2018.
2. ↑  ”Provkörning: Audi S3 (2013)”. Vi Bilägare. 8 maj 2014. http://www.vibilagare.se/test/biltester/provkorning/provkorning-audi-s3-2013. Läst 18 oktober 2018.
3. ↑  Värld, Teknikens. ”Audi RS3 Sportback 2018 officiell med 400 hästkrafter”. https://teknikensvarld.se/audi-rs3-sportback-2018-officiell-med-400-hastkrafter-398381/. Läst 18 oktober 2018.
4. ↑  ”Provkörning: Audi A3 Sportback 2016”. Vi Bilägare. 3 september 2016. http://www.vibilagare.se/test/biltester/provkorning/provkorning-audi-a3-sportback-2016. Läst 18 oktober 2018.
5. ↑  ”Volvo V40 mot Audi A3, BMW 1-serie och Mercedes A-klass | Allt om bilar | Expressen”. Allt om Bilar. 12 oktober 2012. https://www.expressen.se/motor/volvo-v40-mot-audi-a3-bmw-1-serie-och-mercedes-a-klass/. Läst 18 oktober 2018.
6. ↑  ”Explained: the VW Group's MQB platform” (på engelska). Top Gear. 21 mars 2014. https://www.topgear.com/car-news/insider/explained-vw-groups-mqb-platform. Läst 18 oktober 2018.
7. ↑  Värld, Teknikens. ”Audi S3 Sedan | Provkörning”. https://teknikensvarld.se/provkorning-av-audi-s3-sedan-116869/. Läst 18 oktober 2018.
8. ↑  ”Provkörning: Audi A3 e-tron”. Vi Bilägare. 17 september 2014. http://www.vibilagare.se/test/biltester/provkorning/provkorning-audi-a3-e-tron. Läst 18 oktober 2018.

 Wikimedia Commons har media som rör Audi A3.